# 羅文大學
羅文大學（英語：Rowan University）是一所主校區位於美國新澤西州葛拉斯堡罗的公立大學，創立於1923年。創始時稱葛拉斯堡罗師範學校（Glassboro Normal School），多次更名之後在1992年改為新澤西羅文學院（Rowan College of New Jersey），以紀念為該校捐款1億美元的美國慈善家亨利·羅文，這也是當時美國公立學院收到的最大的捐款。 1997年3月21日改現名，該學院在2015年《美國新聞與世界報道》的“北部地區大學”排名中列在第19位。

## 學術

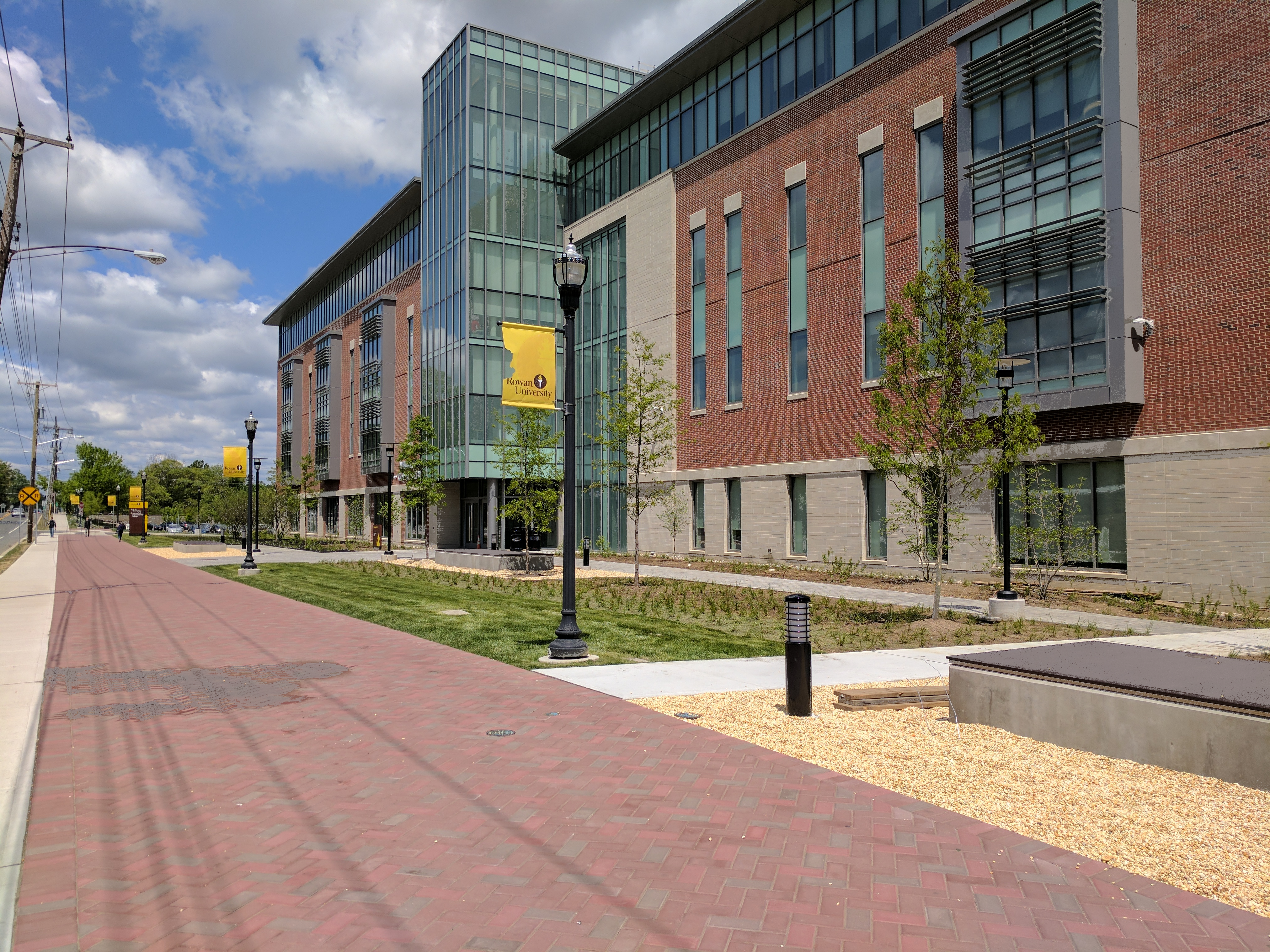
Business Hall

大學下分傳播和創意藝術學院（College of Communication & Creative Arts）、教育學院（College of Education）等13個學院。2015年錄取率為58.19%。

## 外部連結
- Official website （页面存档备份，存于）
- Official athletics website （页面存档备份，存于）

39°42′39.30″N 75°07′06.38″W / 39.7109167°N 75.1184389°W